# 盧宇光
盧宇光（1961年5月1日—），浙江杭州人，是中華人民共和國記者。1976年至1978年义务兵服役于中国人民解放军海军，退役后进入辽宁师范大学外语系学习俄语，毕业后曾为交通警察和商人。1994年赴俄罗斯莫斯科国立大学留学，1997年获新闻学硕士学位，2003年获新闻学博士学位。2002年10月加入凤凰卫视担任在俄特约记者，目前為鳳凰衛視駐莫斯科首席記者，亦是唯一一名在俄羅斯入侵烏克蘭期間伴隨俄軍採訪的外籍戰地記者。

## 早年生平
卢宇光生在浙江杭州一个普通家庭。20世纪70年代中期，卢宇光因为成绩太差没有读中学，而是在黄岩三甲盐场做晒盐工。1976年，卢宇光於14歲時当兵。1978年义务兵退役后，在部队的推荐下，卢宇光进入辽宁师范大学外语系攻读俄语。據他自述，「僅僅因為能很好地發出小舌音『r』而被推薦」。毕业后曾为交通警察和商人。

## 记者生涯
1994年，卢宇光赴俄罗斯求学，1997年获得莫斯科國立羅蒙諾索夫大學新闻硕士学位。2003年，他从莫斯科國立大学毕业，获得博士学位。读书期间，他曾在俄罗斯公共电视台新闻评论部工作。2002年10月，盧光宇加入凤凰卫视成为凤凰卫视在俄罗斯特约记者，同年獲俄羅斯外交部頒發駐俄外國記者突出貢獻獎。2003年，其在俄羅斯開辦華文報章和電視中心。
2000年，他作為戰地記者在俄羅斯面臨危險，一位俄羅斯軍人因為保護盧宇光而死。在他臨終之際，他要求盧宇光照顧好他的妻兒，盧宇光後來與這位軍人的遺孀結婚。兩人有一女安妮婭·盧。
據盧宇光接受《人物周刊》訪問時稱，他仍是軍人的時候就在鳳凰衛視創辦人劉長樂舉行的全國性工作會議中結識，劉長樂為盧宇光帶來「現場報導」的概念。《人物周刊》稱，在盧宇光加入鳳凰衛視後，在「三天連升三級」。
卢宇光曾在現場報道2004年2月莫斯科地铁爆炸事件以及2004年9月别斯兰人质事件。2016年3月敘利亞內戰期間，他在敘利亞實地采訪時受傷。俄羅斯入侵烏克蘭期間，盧宇光成為伴隨俄軍採訪的外籍戰地記者。

### 加入鳳凰衛視
2002年，盧光宇被推薦給鳳凰衛視副總裁王紀言，其後他加入鳳凰衛視。
2004年9月，俄羅斯北奧塞梯共和國別斯蘭爆發別斯蘭人質事件。鳳凰衛視原本計劃派遣鳳凰衛視新聞總監呂寧思前赴俄國進行採訪，但因簽證問題而無法實現。盧宇光的履歷及時送達鳳凰衛視新聞部，該部認為他是合適的替代者，因此與盧宇光聯絡，使其成為「鳳凰衛視特約記者」。其後在短短三天內，他在螢光幕上的稱呼經歷了三次變動。第二天，他的職銜變更為「鳳凰衛視駐莫斯科記者」，而第三天，他的地位更攀升至「鳳凰衛視駐莫斯科首席記者」。
根據《人物周刊》對盧宇光的專訪，其曾進入2008年8月俄格戰爭戰場採訪。他自稱在核泄漏事故現場中感染輻射，導致突發性心肌梗塞。而他在2016年3月敘利亞內戰期間，在敘利亞實地採訪時受傷。

### 俄烏战争
盧宇光在2022年俄羅斯入侵烏克蘭期間，成為唯一一名伴隨俄軍採訪的外籍戰地記者。根據英國《衛報》的評估，由於中俄關係良好，盧宇光和他的攝影團隊獲准隨俄軍進入烏克蘭。而盧宇光長年旅居莫斯科，也跟俄羅斯政商人脈有良好關係，從而獲得俄羅斯當局信任。而《衛報》指出，沒有一家外國媒體像盧宇光一樣可以近距離接觸俄羅斯軍方，包括隨俄軍進入戰況激烈的馬里烏波爾，其形容為「不尋常」。
盧宇光于2022年3月在頓涅茨克人民共和國首腦傑尼斯·普希林的專訪中讚揚親俄民兵，形容「烏克蘭軍隊無法與之相比」。他在報導中亦有採訪烏克蘭平民受害者，及批評中國網民物化烏克蘭婦女的言論，反被親俄中國網民指責製造親烏克蘭的「謠言」。
盧宇光于2022年11月被指使用加拿大YouTuber克拉倫斯·卡特（Clarence Carter）的汽車改裝影片并称是俄軍摧毀烏克蘭的海馬斯火箭殘骸的證據。根據自由亞洲電台引用軍事博主「科羅廖夫」的微博指出，盧宇光聲稱的海馬斯火箭殘骸上有「中國製造」的英文字。據原片拍攝者卡特表示，被盜用影片中的零件是燒焦的雪佛萊車載收音機，他形容盧宇光的造假和宣揚戰爭的行為令其「夢想被踐踏摧毀」。事後盧光宇的微博無法查閱。
2023年12月，盧宇光報導指中華人民共和國籍僱傭兵趙睿在參與俄羅斯入侵烏克蘭時，於11月29日在扎波羅熱州新普羅科皮夫卡陣亡，使其成為自俄烏戰爭爆發以來首名被證實陣亡及公開姓名的中華人民共和國籍志願兵。
2025年6月26日，卢宇光在俄库尔斯克地区采访时，遭遇针对当地设施的乌克兰无人机袭击，卢宇光头部受伤，但并无大碍。俄罗斯联邦侦查委员会表示此次袭击已按恐怖袭击罪刑事立案。中华人民共和国外交部发言人郭嘉昆对此深表关切。中国记协向他致以慰问。